# Velum (mycologie)

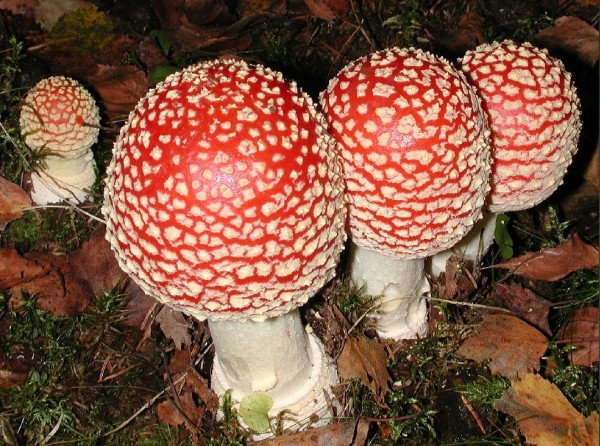
vliegenzwam met flarden van het velum aan de basis en op de hoedhuid

Het velum is een dun membraan bij paddenstoelen van de klasse steeltjeszwammen (met name bij de Agaricomycetidae), dat het vruchtlichaam vóór het rijpen van de spore geheel of gedeeltelijk (alleen het sporendragende deel) omsluit.

## Typen
Men onderscheidt twee typen velums:
1. Het velum universale is een dun membraan dat volledig om de hoed en de steel groeit tot aan de basis en breekt als de sporen rijp worden, de schotelvormige resten aan de basis worden dan de "beurs" (volva) genoemd.
2. Het velum partiale is een membraan dat bij de jonge hoed enkel de sporendragende delen bedekt, dus van de rand van de hoed tot aan de bovenkant van de steel. Bij het rijpen scheurt deze open en blijft vaak als "manchet" (annulus) aan de steel of als cortina aan de hoedrand hangen.

Beide typen velums kunnen samen voorkomen, zoals bij de vliegenzwammen.
Het velum en de resten daarvan zijn belangrijke kenmerken voor het onderscheiden van de soorten paddenstoelen.